# Nudaria munda
Nudaria munda är en fjärilsart som beskrevs av Fabricius 1793. Nudaria munda ingår i släktet Nudaria och familjen björnspinnare. Inga underarter finns listade i Catalogue of Life.